# Трапезниковка
Трапезниковка (баш. Трапезниковка) — деревня в Дуванском районе Республики Башкортостан Российской Федерации. Входит в состав Лемазинского сельсовета.

## География

### Географическое положение
Расстояние до:
- районного центра (Месягутово): 59 км,
- центра сельсовета (Лемазы): 14 км,
- ближайшей ж/д станции (Сулея): 134 км.

## Население
| 2002 |
| ---- |
| 4    |